# I'm Not Playin'
Albums de Ultimate Force (Diamond D & Master Rob)
The Diamond Mine
(2005) The Huge Hefner Chronicles
(2008)
Singles
1. I'm Not Playing
Sortie : 1989
2. Girls
Sortie : 2007

I'm Not Playin' est l'unique album d'Ultimate Force, duo composé de Diamond D et Master Rob, sorti le 26 mars 2007.
Découvert par Jazzy Jay à la fin des années 1980, le duo a enregistré cet album dans le studio du producteur, dans le Bronx à New York, entre 1988 à 1990. Ultimate Force était alors sous contrat chez Strong City mais en raison de la politique du label et de l'arrêt d'activité du distributeur, Uni Records, l'opus n'a pas été publié. Le seul titre connu à l'époque est le single I'm Not Playing, considéré comme un « classique » du hip-hop underground. Le catalogue de Strong City ayant été racheté par la suite par Traffic Entertainment Group, l'album a finalement été publié en 2007.
I'm Not Playin' est un double album incluant des versions a cappella et instrumentale de tous les titres.

## Liste des titres
| 1.  | Another Hit                                   | Make It Funky de James Brown Microphone Fiend d'Eric B. & Rakim | 4:53 |
| 2.  | C'mon (featuring Fat Joe)                     | | 2:24 |
| 3.  | Girls                                         | Girls des Moments featuring The Whatnauts | 3:50 |
| 4.  | I Gotta Go                                    | | 4:04 |
| 5.  | I'm in Effect                                 | | 4:34 |
| 6.  | Oh Shit (featuring Fat Joe, Gizmo et Seville) | Give It Up or Turnit a Loose (Remix) de James Brown Theme From Shaft d'Isaac Hayes You Got to Have a Mother for Me de James Brown | 4:20 |
| 7.  | I'm Not Playing                               | Cold Feet d'Albert King | 4:13 |
| 8.  | One of the All Time Greats                    | Public Enemy No. 1 de Public Enemy | 4:22 |
| 9.  | Revolution of the Mind                        | Midnight Theme de Manzel | 4:46 |
| 10. | Smooth as Suede                               | | 3:44 |
| 11. | Supreme Diamond D                             | Heaven and Hell Is on Earth du 20th Century Steel Band Walk on By de Dionne Warwick Sesame Street de Blowfly The Humpty Dance de Digital Underground Dance to the Drummer's Beat d'Herman Kelly & Life Think (About It) de Lyn Collins I Don't Know What This World Is Coming To des Soul Children featuring Jesse Jackson It's Just Begun du Jimmy Castor Bunch Rebel Without a Pause de Public Enemy | 5:10 |
| 12. | Tuf (So Damn)                                 | | 3:55 |
| 13. | Another Hit (Instrumental)                    | | 4:52 |
| 14. | Another Hit (A Cappella)                      | | 4:23 |
| 15. | C'mon (Instrumental)                          | | 2:15 |
| 16. | C'mon (A Cappella) (featuring Fat Joe)        | | 2:22 |
| 17. | Girls (Instrumental)                          | | 3:43 |
| 18. | Girls (A Cappella)                            | | 3:18 |

| 1.  | I Gotta Go (Instrumental)                                  | 4:00 |
| 2.  | I Gotta Go (A Cappella)                                    | 3:47 |
| 3.  | I'm in Effect (Instrumental)                               | 4:31 |
| 4.  | I'm in Effect (A Cappella)                                 | 4:24 |
| 5.  | Oh Shit (Instrumental)                                     | 4:15 |
| 6.  | Oh Shit (A Cappella) (featuring Fat Joe, Gizmo et Seville) | 4:21 |
| 7.  | I'm Not Playin' (Instrumental)                             | 4:11 |
| 8.  | I'm Not Playin' (Dubapella)                                | 4:10 |
| 9.  | One of the All Time Greats (Instrumental)                  | 4:20 |
| 10. | One of the All Time Greats (A Cappella)                    | 3:32 |
| 11. | Revolution of the Mind (Instrumental)                      | 4:43 |
| 12. | Revolution of the Mind (A Cappella)                        | 4:32 |
| 13. | Smooth as Suede (Instrumental)                             | 3:41 |
| 14. | Smooth as Suede (A Cappella)                               | 2:49 |
| 15. | Supreme Diamond D (Instrumental)                           | 5:08 |
| 16. | Supreme Diamond D (Scratch-Apella)                         | 5:08 |
| 17. | Tuf (So Damn) (Instrumental)                               | 3:53 |
| 18. | Tuf (So Damn) (A Cappella)                                 | 3:09 |